# Vorgebeugtes Rudern

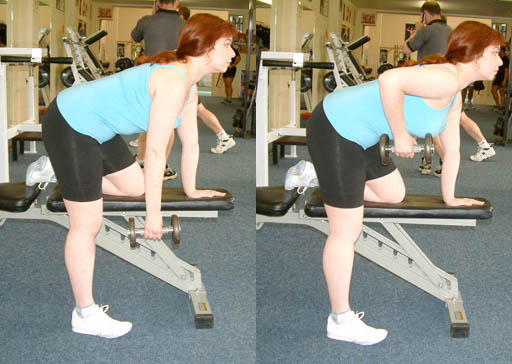
Vorgebeugtes Rudern mit Kurzhantel

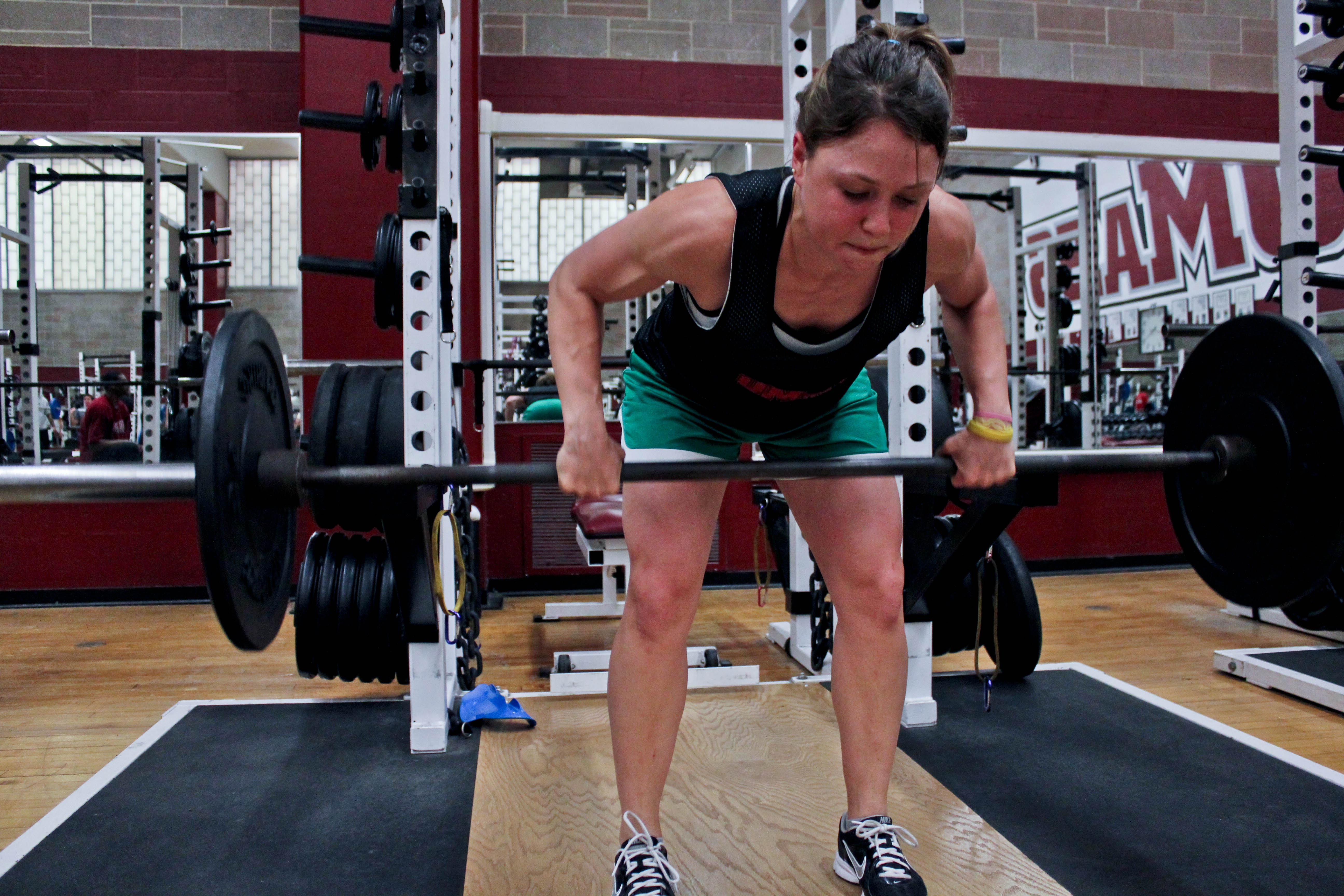
Vorgebeugtes Rudern mit beiden Armen

Das vorgebeugte Rudern bezeichnet eine Grundübung im Krafttraining, die hauptsächlich der Stärkung des Latissimus dient. Dabei stellt sich der Athlet, je nach Anatomie, etwas weiter als schulterbreit, geht in die leichte Hocke und beugt den Oberkörper nach vorne, behält dabei jedoch stets den Blick schräg nach vorne (am besten fixiert er einen Punkt vor sich) und zieht die Langhantel in Höhe des Bauchnabels. An diesem Punkt versucht er kurz die Ellbogen nach hinten zu ziehen, um eine maximale Spannung im Muskel zu erzielen, und lässt darauf die Hantel wieder langsam und kontrolliert ab.

## Beteiligte Muskeln
- musculus latissimus dorsi
- musculus teres major
- musculus biceps brachii
- musculus brachialis
- musculus brachioradialis
- musculus deltoideus
- musculus trapezius
- musculus rhomboideus
- musculus erector spinae (nur bei der beidarmigen Variante)
- und andere

## Einarmige Variante
Die Übung lässt sich optional auch mit einer Kurzhantel ausführen. Dabei kniet sich der Athlet auf eine Bank, stützt sich mit einer Hand darauf ab und führt die Übung gezielt mit dem anderen Arm aus. Vorteil dieser Variante ist ein größerer Bewegungsbereich (auch: ROM, range of motion), der eine Aktivierung mehrerer Muskelfasern nach sich zieht. Außerdem ist die einarmige Version für alle zu empfehlen, die bereits im unteren Rückenbereich eine Wirbelsäulenproblematik haben. Durch das Aufstützen der einen Körperhälfte wird hier eine Entlastung hergestellt.
Ein weiterer Vorteil dieser Form ist auch, dass sich der gewichtsführende Arm in verschiedenen Winkeln zum Körper bewegen lässt. Eng am Körper anliegend (wie auf dem oberen Bild dargestellt), wird sehr stark der Latissimus trainiert. Wenn der Ellenbogen dagegen nicht am Körper, sondern in einem 90°-Winkel nach außen geführt wird, werden mehr der Trapezius, die Rhomboiden und der Teres major beansprucht. Mischformen, z. B. eine Abspreizung im 45°-Winkel, sind möglich und verbinden dabei die genannten Zielmuskeln der unterschiedlichen Formen.